# Trần Di công
Trần Di công (chữ Hán: 陳夷公; trị vì: 780 TCN-778 TCN), tên thật là Quy Thuyết (媯說), là vị vua thứ chín của nước Trần – chư hầu nhà Chu trong lịch sử Trung Quốc.
Trần Di công là con của Trần Vũ công – vua thứ 8 nước Trần. Năm 781 TCN, Vũ công mất, Quy Thuyết lên nối ngôi, tức là Trần Di công.
Sử sách không ghi chép sự kiện xảy ra liên quan tới nước Trần trong thời gian ông làm vua.
Năm 778 TCN, Trần Vũ công qua đời. Ông ở ngôi được 3 năm. Em ông là Quy Tiếp lên nối ngôi, tức là Trần Bình công.